# Paederia thorelii
Paederia thorelii är en måreväxtart som beskrevs av Charles-Joseph Marie Pitard. Paederia thorelii ingår i släktet Paederia och familjen måreväxter. Inga underarter finns listade i Catalogue of Life.